# A Little White Lie
A Little White Lie és una pel·lícula de comèdia independent nord-americana del 2022 escrita i dirigida per Michael Maren i basada en la novel·la Shriver del 2013 de Chris Belden. És protagonitzada per Michael Shannon, Kate Hudson, Don Johnson i Zach Braff. El film tracta d'un manetes amb el mateix nom que un escriptor famós que és convidat per error a un festival literari, és ben rebut per fans i escriptors, però s'exposa com un impostor quan arriba l'autèntic Shriver.
La producció estava prevista inicialment per començar el 2017, però es va ajornar fins al 2020. Amb un nou repartiment, el rodatge va començar el febrer del 2020 i va faltar una setmana per acabar abans que la pandèmia de la COVID-19 va aturar la producció fins més d'un any després. Es va estrenar als cinemes i en vídeo sota demanda el 3 de març de 2023. Ha estat subtitulada al català.

## Repartiment
- Michael Shannon com a Shriver
- Kate Hudson com a Simone Cleary
- Romy Bryne com a Teresa
- Don Johnson com a T. Wasserman
- Da'Vine Joy Randolph com a Delta Jones
- Aja Naomi King com a Blythe Brown
- Benjamin King com as Jack Blunt
- M. Emmet Walsh com a Dr. Baldwin
- Perry Mattfeld com a Layla
- Mark Boone Junior com a Lenny